# Championnat d'Irlande de football 1992-1993
Navigation
Édition précédente Édition suivante
Le Championnat d'Irlande de football en 1992-1993. Cork City FC gagne le championnat. C’est le cinquième club de Cork à gagner le championnat.
Le championnat change de formule. Après les matchs aller-retour, la Première Division se scinde en deux poules pour la troisième série de matchs. Les six premières équipes jouant pour le titre, les six autres pour ne pas descendre en division inférieure. Les deux dernières équipes sont automatiquement reléguées en First Division, l’antépénultième jouant un match de barrage contre la troisième équipe de First Division. 
Pour la première fois dans l’histoire du championnat, trois équipes sont arrivées ex aequo en tête. Cork, Bohemians et Shelbourne ont donc joué un play-off pour se départager. Chacune des trois équipes a donc joué un match à domicile, un match à l’extérieur et un match sur terrain neutre. Cork est sorti vainqueur de cet affrontement décisif.
Dans le match de promotion/relégation, Monaghan United a battu Waterford 5 à 2 après les matchs aller-retour et gagné ainsi le droit de jouer pour la première fois en Premier Division.
À la fin de la saison descendent en First Division Waterford, Sligo et Bray et montent en Premier Division Monaghan, Galway et Cobh.

## Les 22 clubs participants
| Premier Division - Bohemians FC - Bray Wanderers - Cork City FC - Derry City FC - Drogheda United - Dundalk FC - Limerick FC - St. Patrick's Athletic FC - Shamrock Rovers - Shelbourne FC - Sligo Rovers - Waterford United | First Division - Athlone Town - Cobh Ramblers FC - UC Dublin - Finn Harps - Galway United - Home Farm FC - Kilkenny City AFC - Longford Town - Monaghan United - Saint James's Gate FC |

## Classement

### Premier Division
| Place | Club                      | Points | Victoires | Nuls | Défaites | Buts pour | Buts contre | Différence |
| ----- | ------------------------- | ------ | --------- | ---- | -------- | --------- | ----------- | ---------- |
| 1er   | Cork City FC              | 40     | 16        | 8    | 8        | 47        | 34          | +13        |
| 2e    | Bohemians FC              | 40     | 13        | 14   | 5        | 46        | 19          | +27        |
| 3e    | Shelbourne FC             | 40     | 15        | 10   | 7        | 53        | 29          | +14        |
| 4e    | Dundalk FC                | 39     | 13        | 13   | 6        | 35        | 28          | +7         |
| 5e    | Derry City FC             | 37     | 11        | 15   | 6        | 26        | 23          | +3         |
| 6e    | Limerick FC               | 27     | 6         | 15   | 11       | 27        | 31          | -4         |
| 7e    | St. Patrick's Athletic FC | 30     | 7         | 16   | 9        | 27        | 27          | -0         |
| 8e    | Shamrock Rovers           | 28     | 8         | 12   | 12       | 39        | 35          | +4         |
| 9e    | Drogheda United           | 27     | 7         | 13   | 12       | 29        | 41          | -12        |
| 10e   | Waterford United          | 27     | 10        | 7    | 15       | 34        | 59          | -25        |
| 11e   | Sligo Rovers              | 26     | 6         | 14   | 12       | 16        | 32          | -16        |
| 12e   | Bray Wanderers            | 23     | 5         | 13   | 14       | 19        | 40          | -21        |

### First Division
| Place | Club                  | Points | Victoires | Nuls | Défaites | Buts pour | Buts contre | Différence |
| ----- | --------------------- | ------ | --------- | ---- | -------- | --------- | ----------- | ---------- |
| 1er   | Galway United         | 38     | 16        | 6    | 5        | 56        | 27          | +29        |
| 2e    | Cobh Ramblers FC      | 32     | 10        | 12   | 5        | 33        | 23          | +10        |
| 3e    | Monaghan United       | 32     | 11        | 10   | 6        | 38        | 31          | +7         |
| 4e    | UC Dublin             | 30     | 10        | 10   | 7        | 36        | 26          | +10        |
| 5e    | Longford Town         | 29     | 10        | 9    | 8        | 41        | 39          | +2         |
| 6e    | Athlone Town          | 25     | 8         | 9    | 10       | 33        | 34          | -1         |
| 7e    | Finn Harps            | 25     | 8         | 9    | 10       | 34        | 40          | -6         |
| 8e    | Home Farm FC          | 22     | 6         | 10   | 11       | 28        | 29          | -1         |
| 9e    | Kilkenny City AFC     | 21     | 5         | 11   | 11       | 27        | 43          | -16        |
| 10e   | Saint James's Gate FC | 16     | 4         | 8    | 15       | 16        | 50          | -34        |

## Source
- (en) Alex Graham, Football in the Republic of Ireland : a Statistical Record 1921–2005, Soccer Books Ltd, novembre 2005, 142 p. (ISBN 978-1862231351).